# 愛人 (鄧麗君歌曲)
《愛人》，翻自日文同名歌曲，由三木剛作曲，荒木豐久作詞，1985年2月由日本金牛宮唱片發行，同年一併推出國語版的〈愛人〉，兩種版本的原主唱都是鄧麗君。〈愛人〉是鄧麗君在日本樂壇發展中，相當成功且重要的代表作之一，而在華人世界中，它亦是一首傳唱度極高的國民經典。

## 內容

### 歌曲簡介
〈愛人〉和〈償還〉的詞曲作者相同，日語中也使用漢字，但其意義往往和中文不大相同。「愛人」一詞在中國多是指正式配偶，在港澳和臺灣也是指正常交往關係中的情侶，但日文漢字的「愛人」卻是指不倫的地下情人或秘密戀人的意思，其中文也可翻成情婦或第三者。起初，鄧麗君並不喜歡這首歌曲，她甚至一度拒絕演唱這首歌曲。鄧麗君是一個中心思想相當堅定的人，雖然她的工作必須打扮得光鮮亮麗，造型上也十分新潮前衛，不過她受家庭教育影響相當深，她的內心仍是相當傳統與保守。為了說服鄧麗君，〈愛人〉的作曲者三木剛老師對她好說歹說，脾氣倔強的鄧麗君就是不接受，後來是作詞者荒木豐久老師親自出馬，最終才說服鄧麗君接受了這首歌曲。
看似溫柔婉約的鄧麗君，她一生走來的情路相當坎坷，但她的個性卻是相當有原則的，這點由1982年底她主動與富商郭孔丞解除婚約可見，有情人最終無緣成眷屬，這件事也造成了鄧麗君一輩子的遺憾。鄧麗君在英國倫敦的錄音室錄製〈愛人〉這首歌，她身為專業的歌手，雖然並未全然接受裡頭的歌詞，但她將女性為愛情犧牲無怨無悔的念頭完全表達在歌曲中。

### 收錄專輯
〈愛人〉由日本Taurus唱片發行，1985年2月推出同名日文專輯《愛人》，同一年香港寶麗金推出中文專輯《償還》，收錄中文版本的〈償還〉以及〈愛人〉。
作词：杨立德
作曲：三木刚
编曲：川口真 }}

### 商業成績
〈愛人〉在日本公信榜最高成績為第10名，在有線放送排行榜則拿下連續14週冠軍（1985.05.20 ~ 1985.08.19），更一舉拿下第18屆全日本有線放送大賞和日本有線大賞兩項大獎，這是鄧麗君連續兩年獲得第一，這項成績從來沒有任何外國藝人取得，單曲總銷售量突破百萬張。由〈償還〉延續〈愛人〉雙雙締造佳績，讓鄧麗君受邀參加第36回NHK紅白歌唱大賽，這是鄧麗君首次登上紅白大賽，她特以中國古裝楊貴妃扮相出場演唱〈愛人〉。